# Morte di Cleopatra (arte)

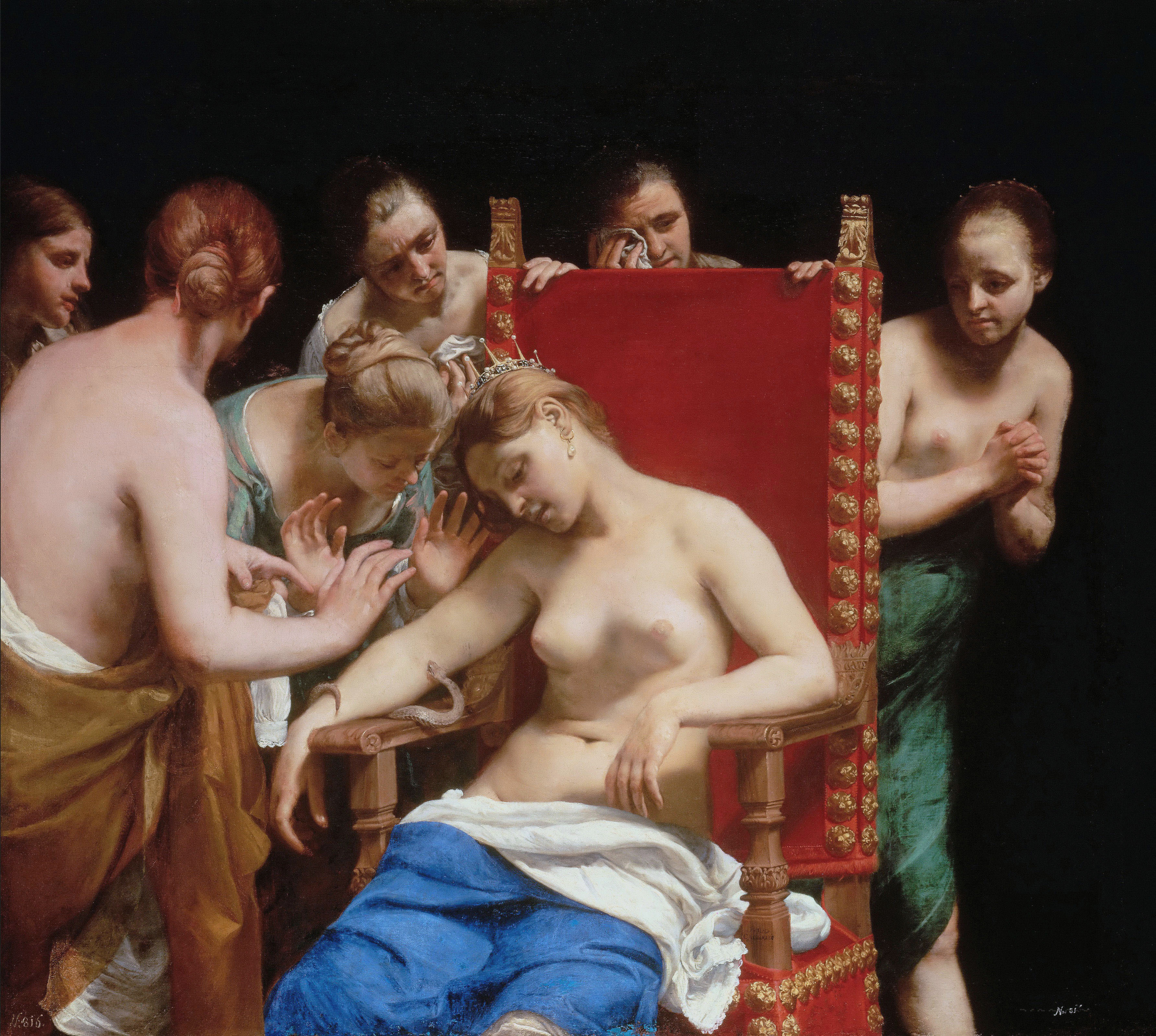
Guido Cagnacci, La morte di Cleopatra, 1660 circa

La morte di Cleopatra è un soggetto classico della pittura e, in misura minore, della scultura e della musica.

## Descrizione

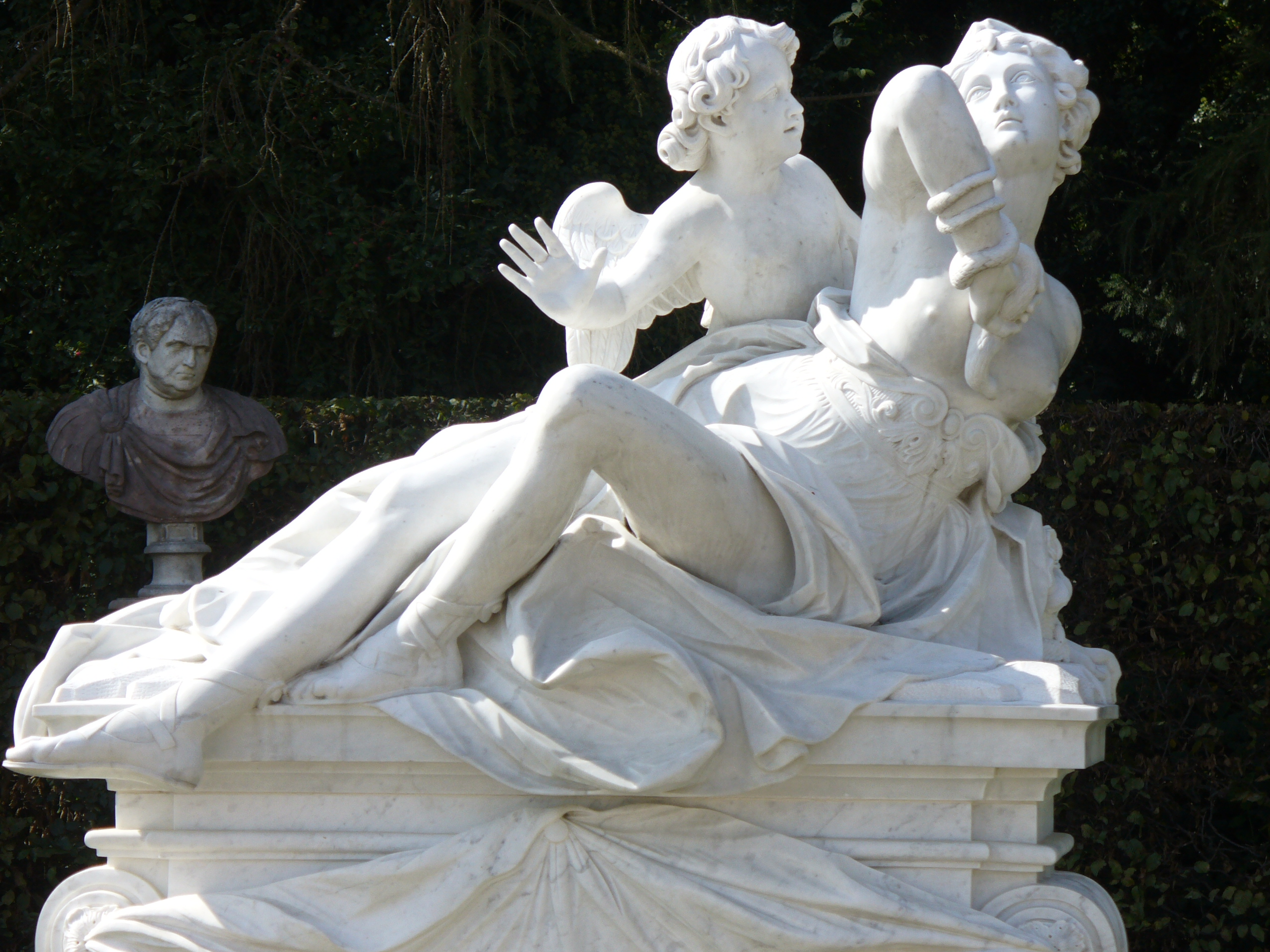
François Gaspard Balthazar Adam, Cleopatra con amorino in lutto, 1750

Questo soggetto rappresenta gli ultimi istanti di vita di Cleopatra, ultima regina d’Egitto, la quale si suicidò ad Alessandria d’Egitto nel 30 a.C., dopo la sconfitta subita dalla flotta egizia ad Azio. Infatti, Cleopatra non voleva cadere nelle mani dei Romani e decise di suicidarsi tramite del veleno (nella variante più diffusa la regina si fa mordere da un aspide). Il tema, già presente in epoca classica, venne ripreso dopo l’epoca medioevale. Una delle più antiche rappresentazioni del tema si ritrova in un manoscritto, conservato alla British Library, dell'opera De casibus virorum illustrium di Giovanni Boccaccio: nella miniatura Cleopatra si fa mordere entrambi i seni da due serpenti.
A partire da Domenico Beccafumi la regina viene raffigurata come se gioisse mentre si fa mordere da un serpente. Michelangelo fu tra i primi a raffigurare l’aspide come un serpente molto più grande. Secondo lo storico francese Christian-Georges Schwentzel, 
Nel dipinto di Artemisia Gentileschi del 1620 la morte di Cleopatra illustra “l’abbandono della donna al suo destino di vittima, senza alcuna speranza di aiuto o di redenzione.” Un’analoga crudeltà si ritrova nei dipinti di Guido Cagnacci, Sebastiano Mazzoni e Jacques Blanchard. Nel 1838 il pittore francese Eugène Delacroix, raffigurando la regina prima della morte con un pastore che le porta l'aspide, diede al tema un tocco melanconico, che si ritrova in un acquerello del 1887 di Gustave Moreau.

## Pittura

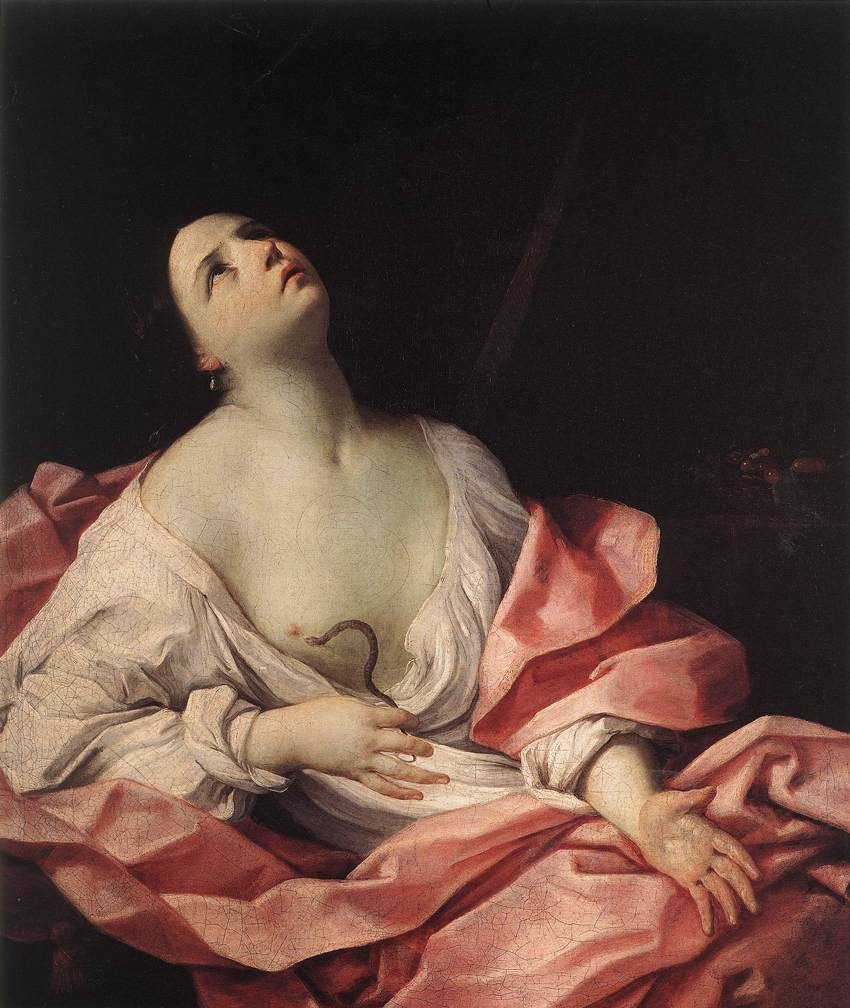
Guido Reni, Cleopatra, 1630

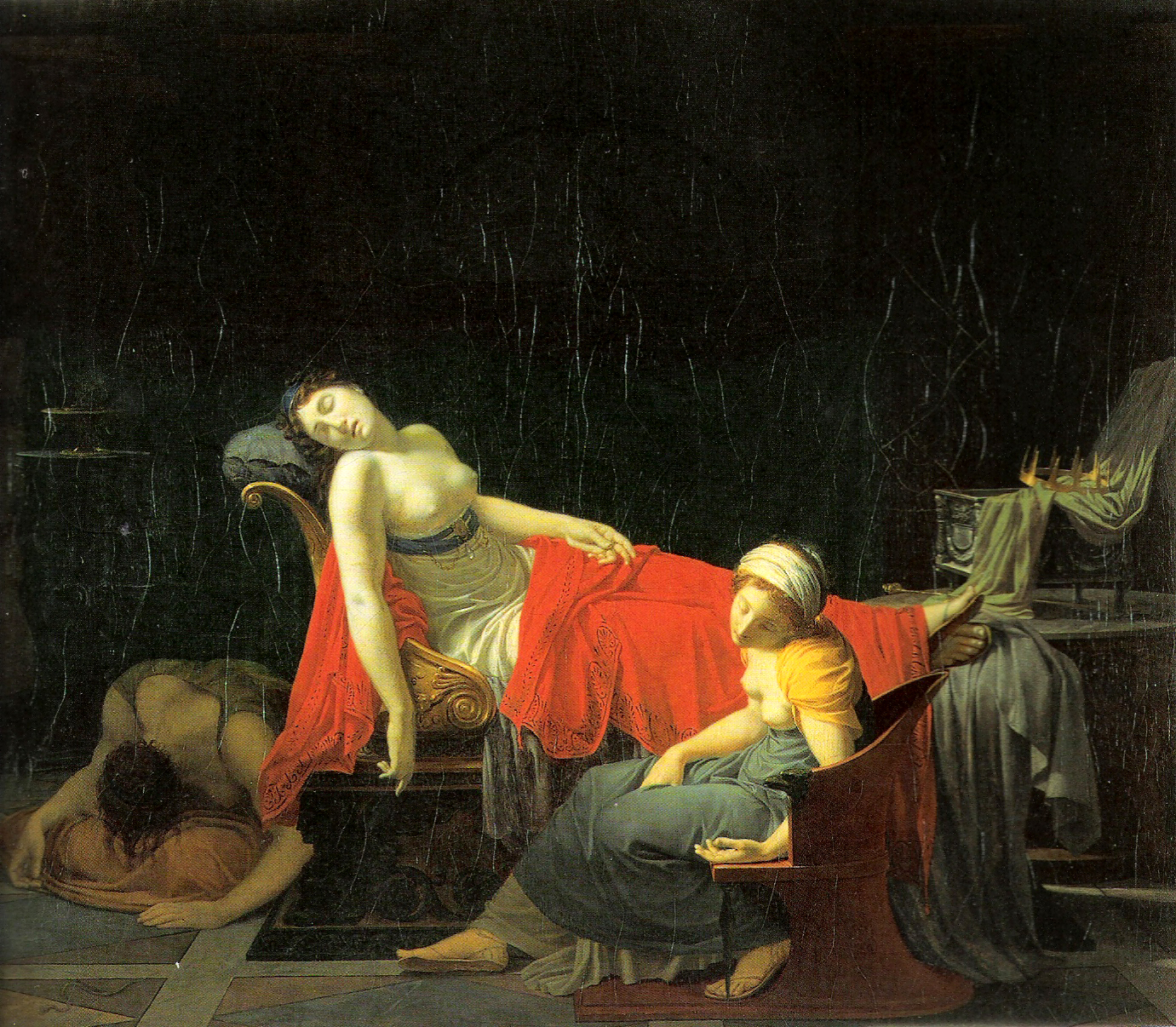
Jean-Baptiste Regnault, Morte di Cleopatra, 1797

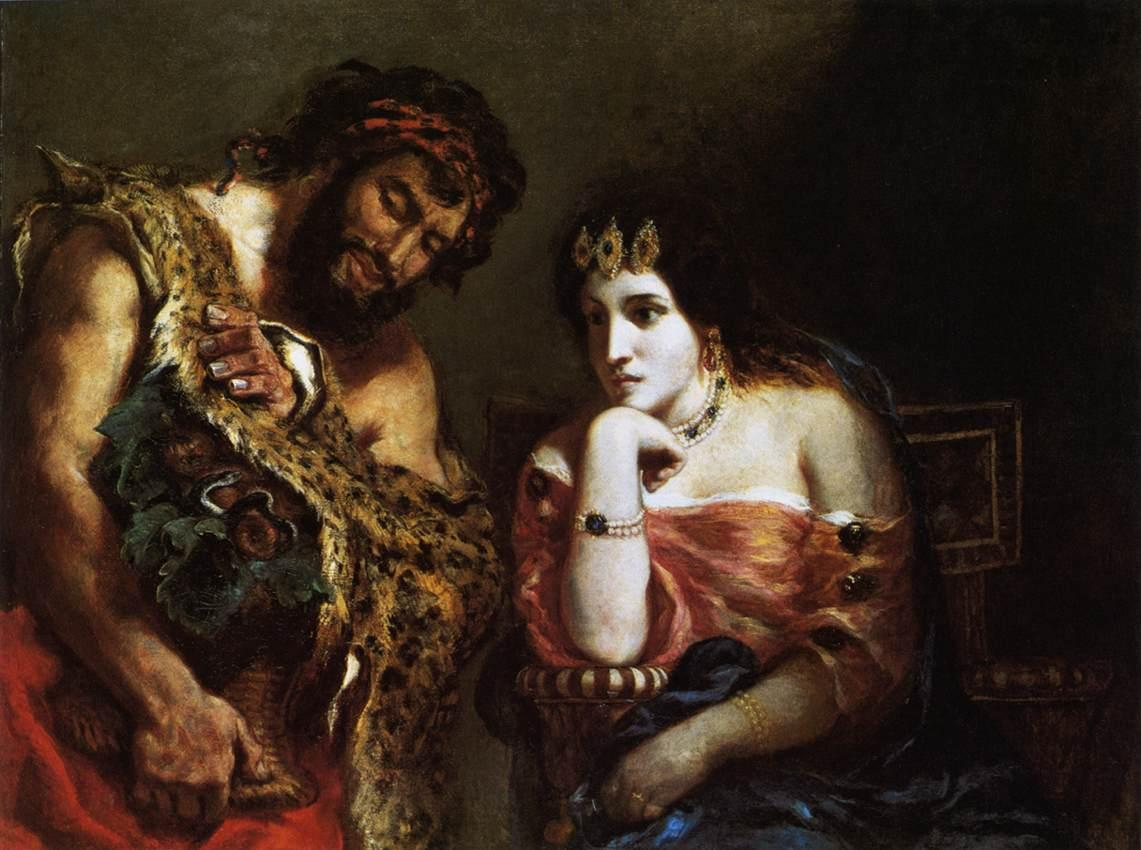
Eugène Delacroix, Cleopatra ed il contadino, 1838

- Domenico Beccafumi, Cleopatra, 1506-1507
- Andrea Solari, Morte di Cleopatra, 1514
- Giampietrino, Morte di Cleopatra, 1515
- Jan van Scorel, La morte di Cleopatra, 1520-1524
- Rosso Fiorentino, Morte di Cleopatra, 1525 circa
- Domenico Brusasorzi, Morte di Cleopatra, 1552
- Dionisio Fiammingo, La morte di Cleopatra,[5] 1590-1610
- Giovanni Francesco Guerrieri, Cleopatra,[6] 1600-1630
- Artemisia Gentileschi, Cleopatra, 1620 circa
- Johann Liss, Morte di Cleopatra (Tod der Kleopatra), 1622-1624
- Jacques Blanchard, La morte di Cleopatra (La Mort de Cléopâtre), 1630
- Guido Reni, Cleopatra, 1630 circa
- Massimo Stanzione, Cleopatra,[7] 1630-1640
- Pierre Mignard, La morte di Cleopatra (La Mort de Cléopâtre), 1635 circa
- Alessandro Turchi, La morte di Cleopatra, 1640 circa
- Claude Vignon, Cléopâtre se donnant la mort, 1640-1650
- Guercino, Cleopatra morente, 1648
- Felice Ficherelli, Morte di Cleopatra,[8] 1650
- Guido Cagnacci, Morte di Cleopatra, 1660 circa
- Jean-Baptiste Regnault, Morte di Cleopatra (La Mort de Cléopâtre), 1797
- Eugène Delacroix, Cleopatra ed il contadino (Cléopâtre et le paysan), 1838
- Jean-François Gigoux, La morte di Cleopatra, 1850
- Jean-André Rixens, Morte di Cleopatra, 1874
- Hans Makart, La morte di Cleopatra, 1875
- Juan Luna, La morte di Cleopatra (La Muerte de Cleopatra), 1881
- John Collier, La morte di Cleopatra (The Death of Cleopatra),[9] 1890
- Gyula Benczúr, Cleopatra (Kleopátra), 1911

## Disegno
- Michelangelo Buonarroti, Cleopatra, 1533-1534
- Théodore Chassériau, Cléopâtre se donnant la Mort, 1845

## Scultura

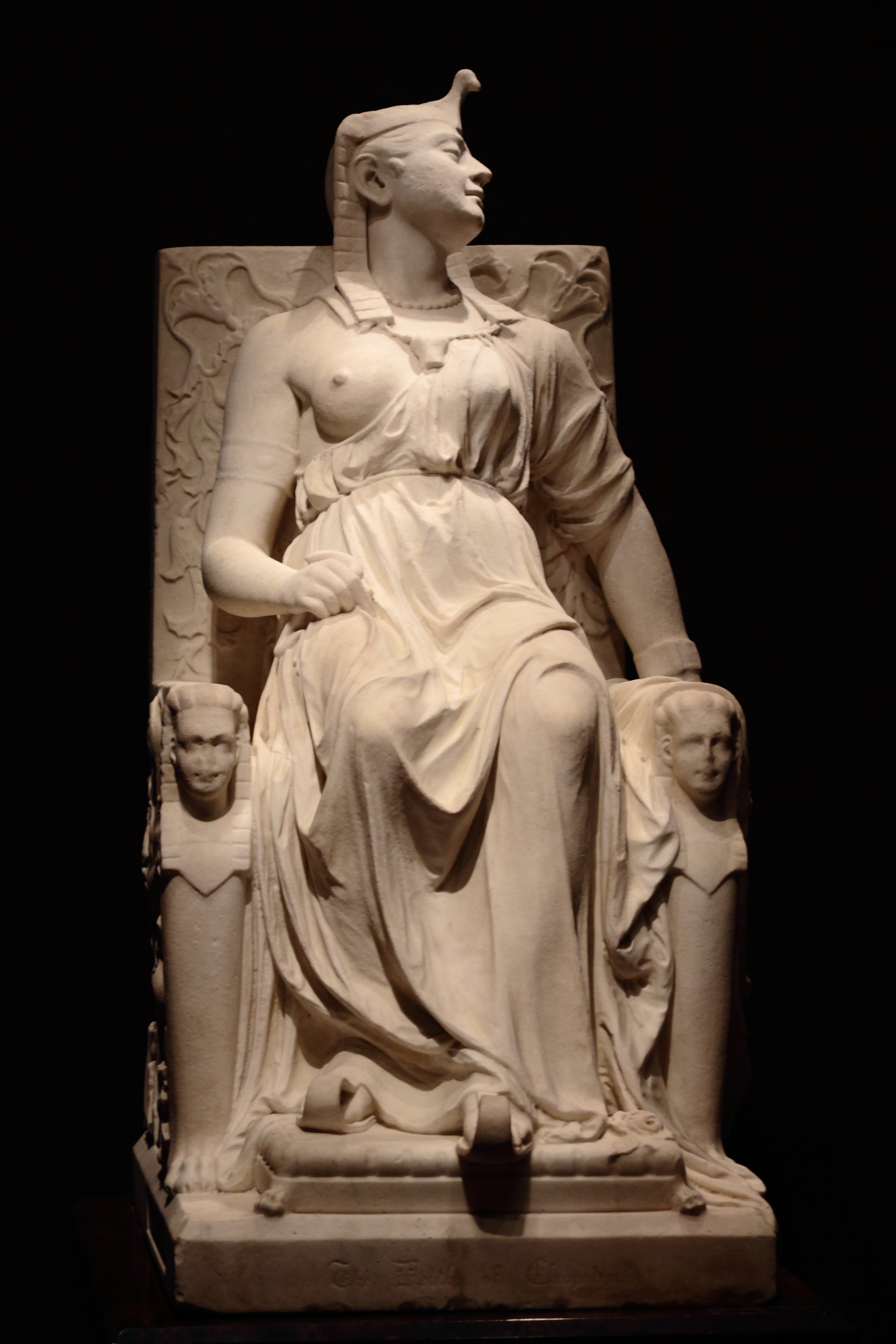
Edmonia Lewis, La morte di Cleopatra, 1876

- Adam Lenckhardt, Cleopatra,[10] 1632-1635
- Leonhard Kern, Cleopatra, 1652
- Claude Bertin, Il suicidio di Cleopatra (Le suicide de Cléopâtre), prima del 1697
- François Gaspard Balthazar Adam, Cleopatra con amorino in lutto, 1750
- Damià Campeny, La morte di Cleopatra (La mort de Cleòpatra), 1804
- Alfonso Balzico, Cleopatra, 1874
- Edmonia Lewis, La morte di Cleopatra (The Death of Cleopatra), 1876
- Charles Gauthier, Cleopatra, 1880

## Musica
- Hector Berlioz, La morte di Cleopatra, 1829, cantata